# 茄拔社
茄拔社（大武壠語：Kapoa）為大武壠族傳統四大社之一，位於今台南市善化區茄拔一帶（嘉南、嘉北二里），後為西拉雅族目加溜灣社侵佔，原居於此之大武壠族人乃輾轉經由楠西遷徙至頂公館、蜈蜞潭、紅毛村、匏仔寮、大丘園、八張犁、芎蕉腳等地。「茄拔」一名可能來自木棉花之族語 kabas。